# Лоран, Эрнест
Эрнест Лоран (фр. Ernest Laurent; 8 июня 1859[…], Париж — 25 июня 1929, Бьевр) — французский художник и литограф, близкий к импрессионистам.

## Биография
Родился в 1859 году. Учился живописи в Высшей школе изящных искусств Парижа в мастерской у Анри Лемана. Испытал сильное влияние импрессионистов; его друзьями были Жорж Сёра, Эдмон Аман-Жан и Анри Ле Сиданэ.
В 1885 году картина Лорана «Благовещение», выставленная на ежегодном Парижском салоне, была за хорошие деньги приобретена французским государством. Это позволило художнику совершить путешествие в Италию. Из Рима он отправился в Ассизи, город Святого Франциска, где получил глубокий мистический опыт, который оказал неизгладимое влияние на его последующую жизнь.
В 1889 году Лоран выиграл Римскую премию за картину, написанную в академической манере на религиозный сюжет. С 1896 года писал преимущественно женские портреты. Выставлялся в галерее Дюран-Рюэля, оказывавшего поддержку импрессионистам. В 1900 году получил золотую медаль на Всемирной выставке, и в том же году — заказ на четыре панно для университета Сорбонна в Париже.
В 1903 году стал кавалером, а в 1912 году офицером ордена Почётного легиона.
В 1919 году был избран членом Академии изящных искусств по секции живописи, и вскоре после этого стал профессором Высшей школы изящных искусств Парижа. Десять лет, с 1919 по 1929 год, был членом Совета национальных музеев. В 1923 году работы Лорана демонстрировались публике на большой выставке, которую он провёл совместно с Анри Ле Сиданэ и Анри Мартеном.
Был одним из судей (членов жюри) Конкурса искусств на летних Олимпийских играх 1924 года.
Глубокая религиозность у Лорана сочеталась с симпатией к изображению женщин. Многие его работы выполнены в технике пуантилизма, однако их нередко отличают приглушённые и «дымчатые» тона.
Скончался в 1929 году и был похоронен в Париже на кладбище Пер-Лашез (20-й дивизион).

## Галерея

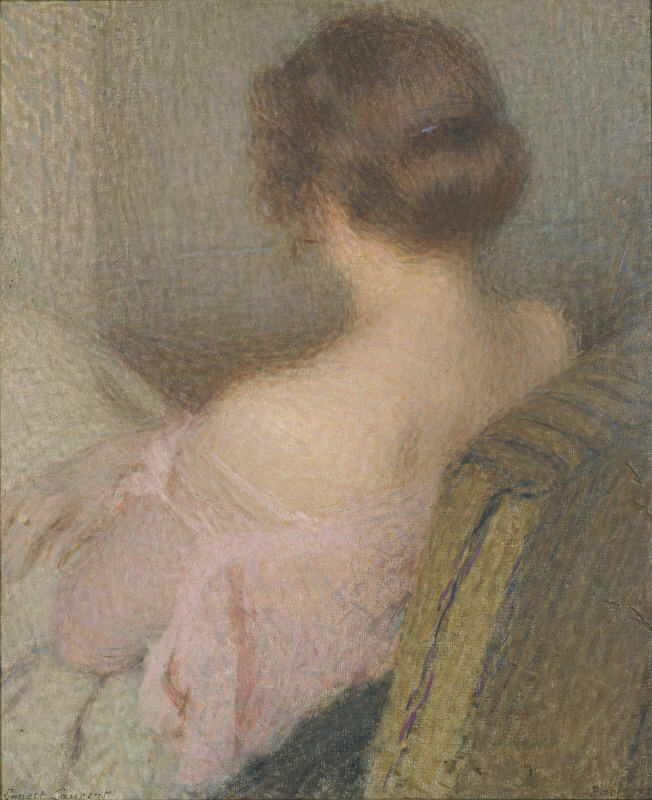
Женский портрет
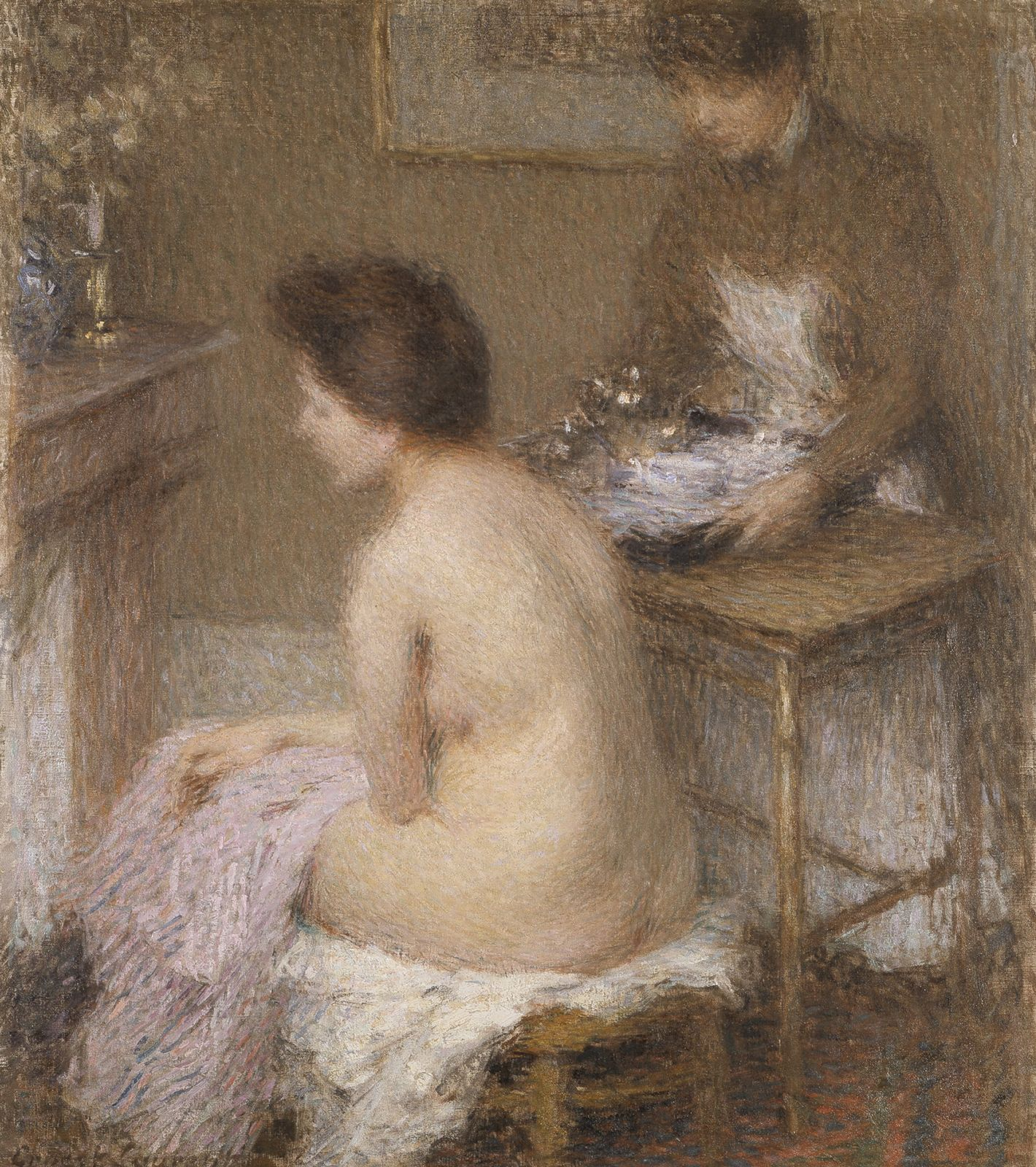
После купания
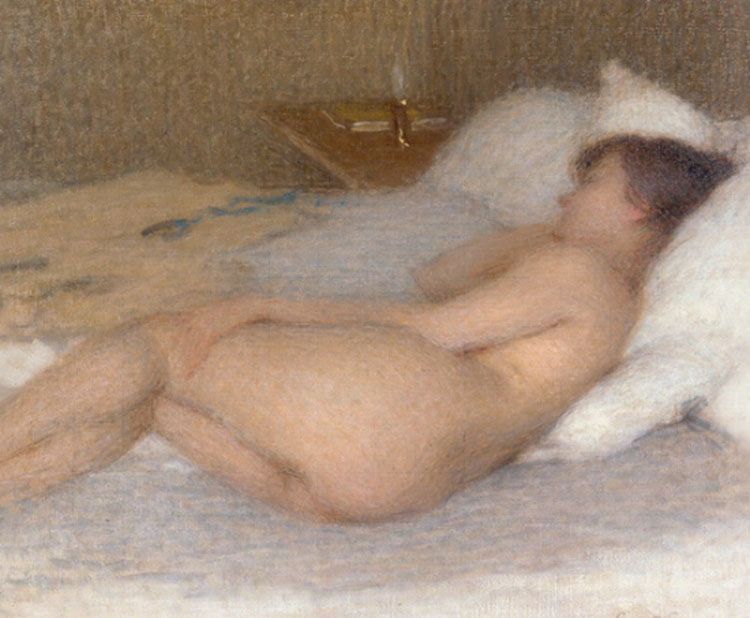
Обнажённая
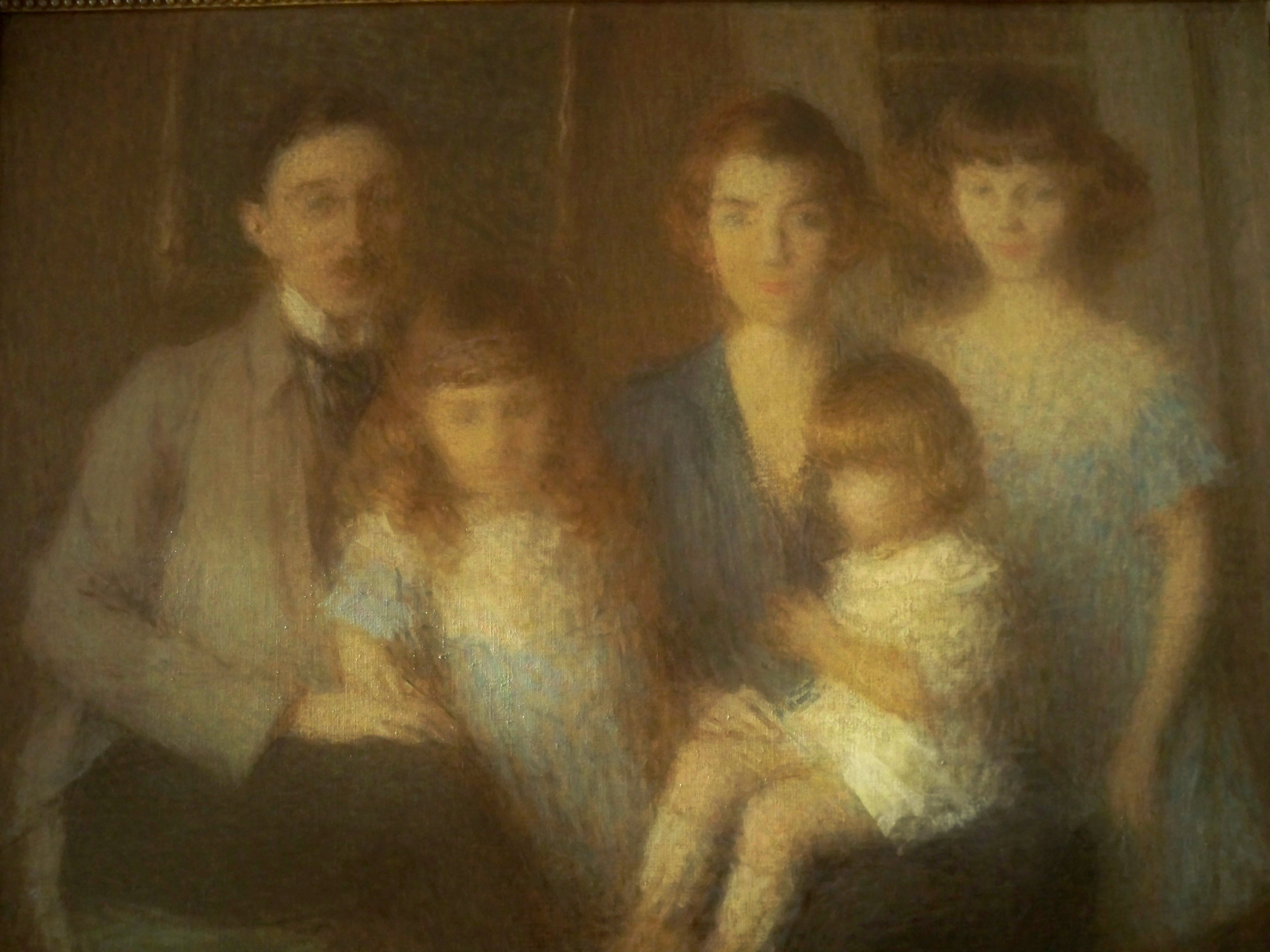
Портрет Жака Сенсера[7], с женой и детьми. Около 1921, частное собрание
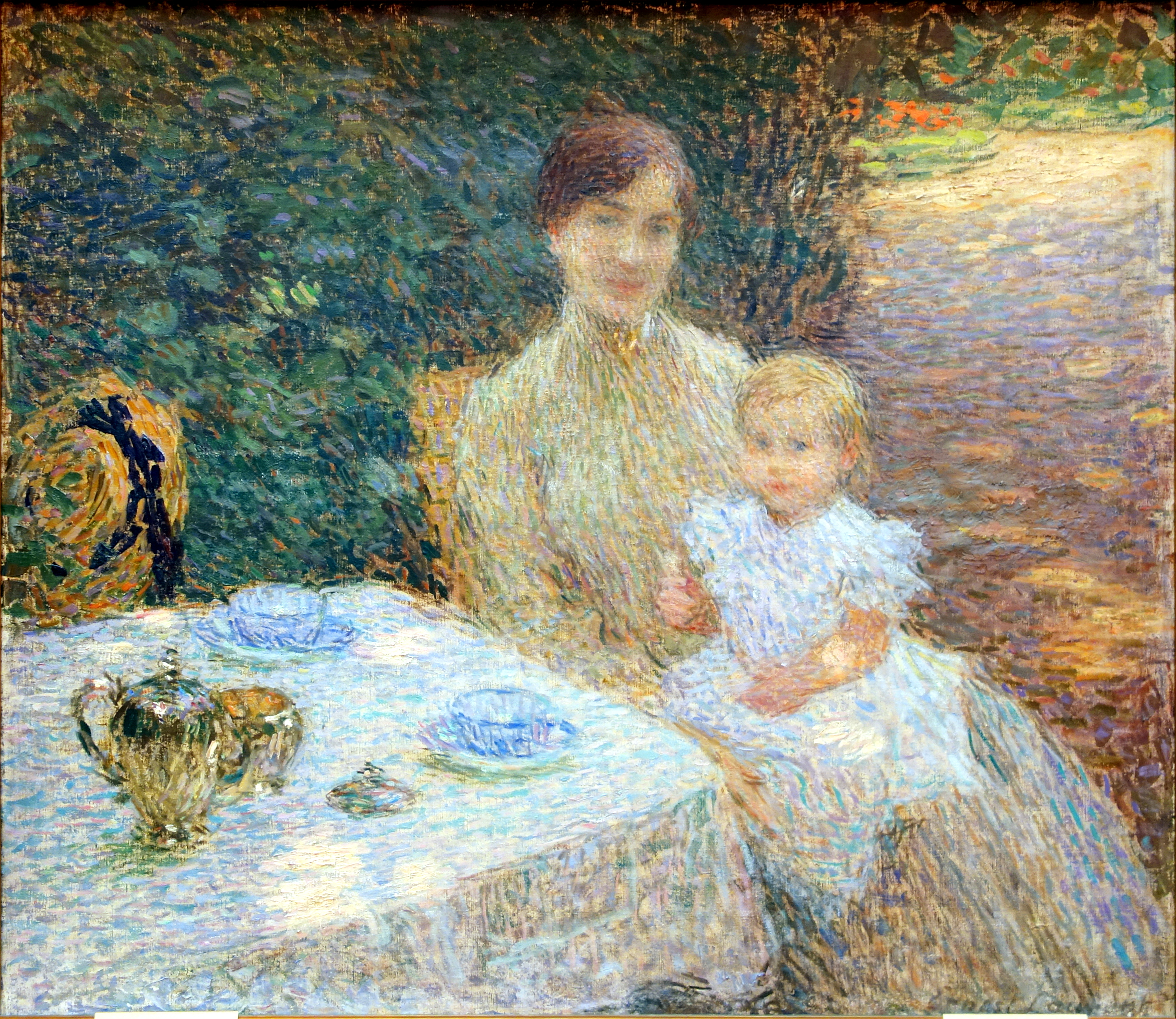
Завтрак в саду, 1904, Дворец изящных искусств (Лилль)
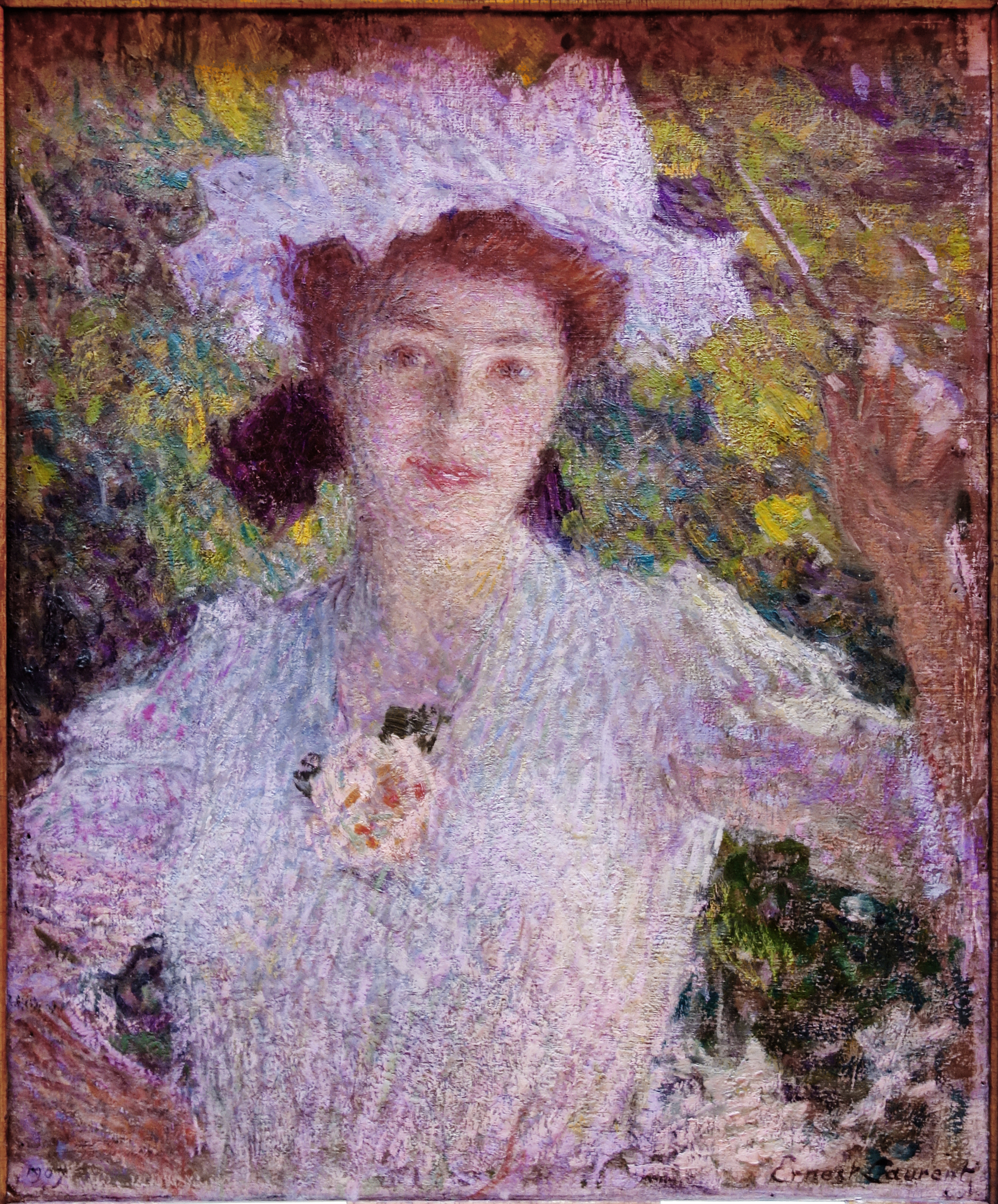
Среди ветвей, 1907, Дворец изящных искусств (Лилль)
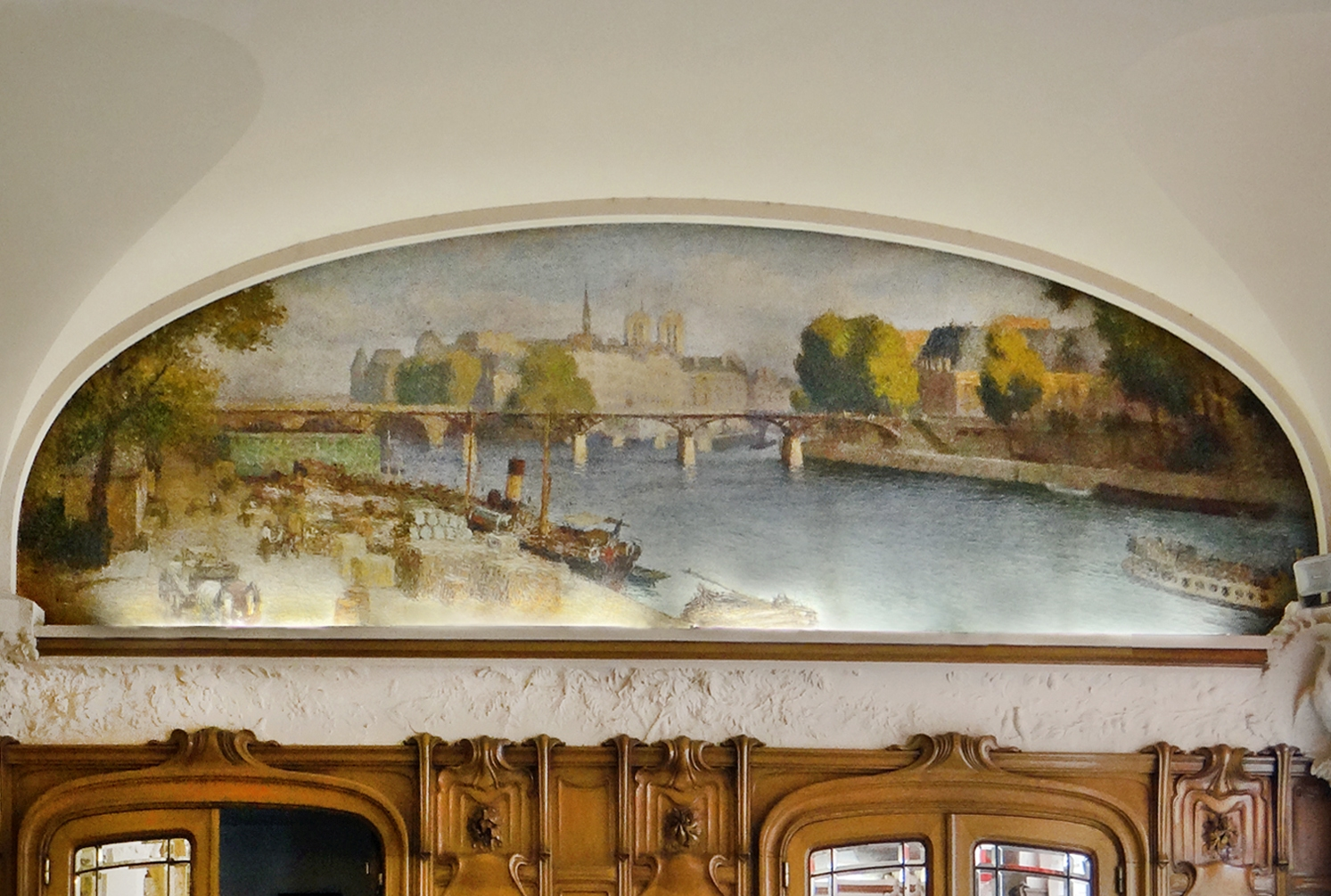
Вид Сены в Париже. Настенное панно. Лион, Главный зал гостиницы «Mercure Château-Perrache»